# Teorema de Mohr-Mascheroni
A geometria euclidiana, el teorema de Mohr-Mascheroni estableix que totes les construccions geomètriques que poden realitzar-se amb regle i compàs es poden fer únicament amb compàs. Cal notar que encara que no es pot traçar amb un compàs una línia recta; donats dos punts d'aquesta, és possible obtenir un conjunt dens de punts a la recta donada.

## Enunciat i història del teorema
A 1797 el matemàtic italià Lorenzo Mascheroni va publicar l'obra en vers dedicada a Napoleó Bonaparte La geometria del Compasso on va demostrar el següent teorema:
| Tots els problemes de construcció que es resolen amb ajuda del compàs i la regla, es poden resoldre amb precisió emprant només un compàs Lorenzo Mascheroni (1797) |

Encara que Mascheroni va demostrar el teorema el 1797, el 1928 el matemàtic danès Johannes Hjelmslev va trobar en una botiga de llibres de Copenhaguen el llibre Euclides danès de Georg Mohr, publicat a Amsterdam el 1672, on es solucionava el mateix problema que Mascheroni. La demostració més general del teorema va ser presentada el 1890 per August Adler